# Томаш Гудечек
Томаш Гудечек (чеськ. Tomáš Hudeček; нар. 10 травня 1979, Оломоуць) — чеський політик та географ, приматор Праги з 20 червня 2013 року. У 2010 році був обраний до муніципальних зборів Праги від партії TOP 09, 24 листопада 2011 став членом виконавчої ради Праги і першим заступником приматора Богуслава Свободи.

## Освіта та наукова діяльність
У 1997 році Гудечек закінчив Гімназію Оломоуць-Гейчин і вступив до Університету Палацького на факультет природничих наук. Після його закінчення Томаш Гудечек продовжив своє навчання в докторантурі факультету природничих наук Карлового університету за спеціальністю «соціальна географія та регіональний розвиток». Підсумком його навчання в докторантурі став захист ним дисертації в галузі географії транспорту та геоінформаційних систем та отримання вчених ступенів доктора природничих наук (RNDr.) і доктора філософії (PhD.).
З 2003 року Томаш Гудечек почав викладацьку діяльність на кафедрі прикладної геоінформатики та картографії природознавчого факультету Карлового університету. Сферою наукових досліджень Гудечека став аналіз транспортної доступності в Чехії в період з 1918 по 2020 роки. Працюючи в університеті, Томаш Гудечек став членом Чеського географічного товариства, автором і співавтором близько 20-ти наукових публікацій і однієї монографії.

## Політична діяльність
У 2009 році Гудечек вступив в партію TOP 09.